# Egglestonichthys
Egglestonichthys is een geslacht van straalvinnige vissen uit de familie van grondels (Gobiidae).

## Soorten
- Egglestonichthys bombylios Larson & Hoese, 1997
- Egglestonichthys melanoptera (Visweswara Rao, 1971)
- Egglestonichthys patriciae Miller & Wongrat, 1979